# Kernerhaus

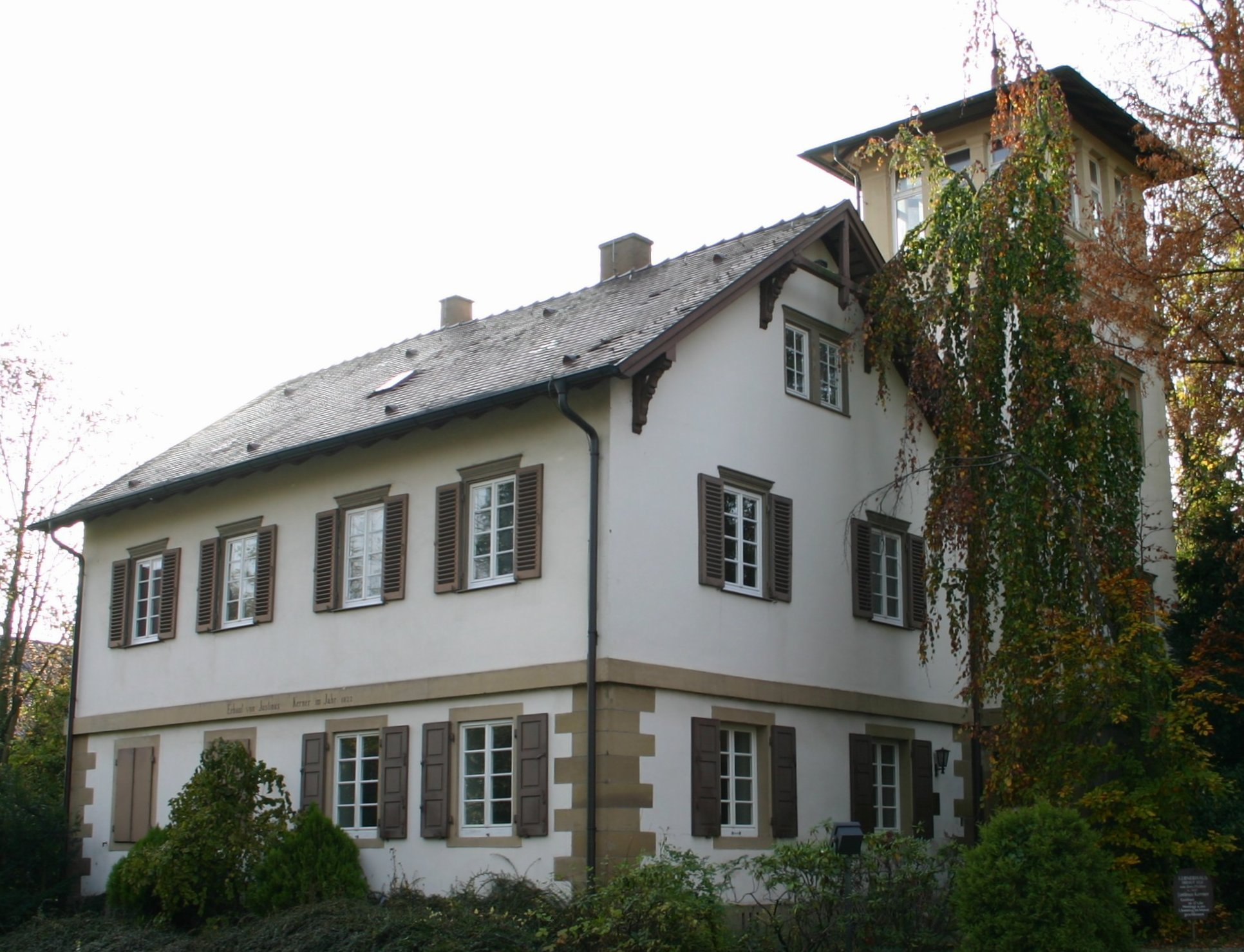
Das Kernerhaus heute

Das Kernerhaus in Weinsberg war die Lebensstätte des schwäbischen Dichters und Arztes Justinus Kerner (1786–1862). Aufgrund seiner zahlreichen authentischen Zeugnisse und Dokumente ist es eine der bedeutendsten Gedenkstätten der schwäbischen Romantik und gehört neben dem Marbacher Schiller-Nationalmuseum zu den wichtigsten Literaturmuseen in Baden-Württemberg. Die Kerner-Gedenkstätte umfasst neben dem eigentlichen Kernerhaus auch den benachbarten Geisterturm sowie das nahe Alexanderhäuschen.

## Geschichte des Hauses

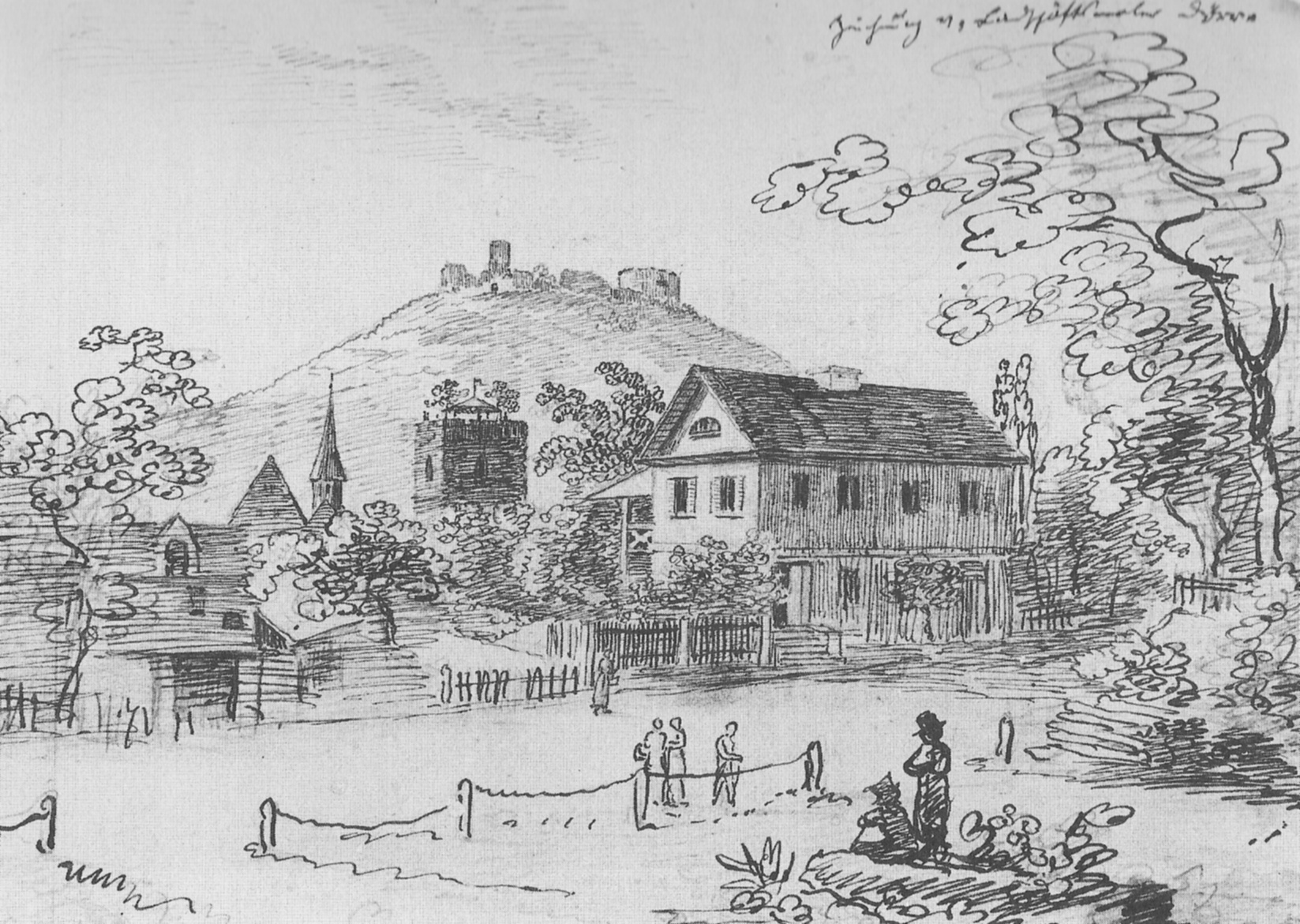
Das Kernerhaus in Weinsberg, Zeichnung von Carl Doerr, 1826

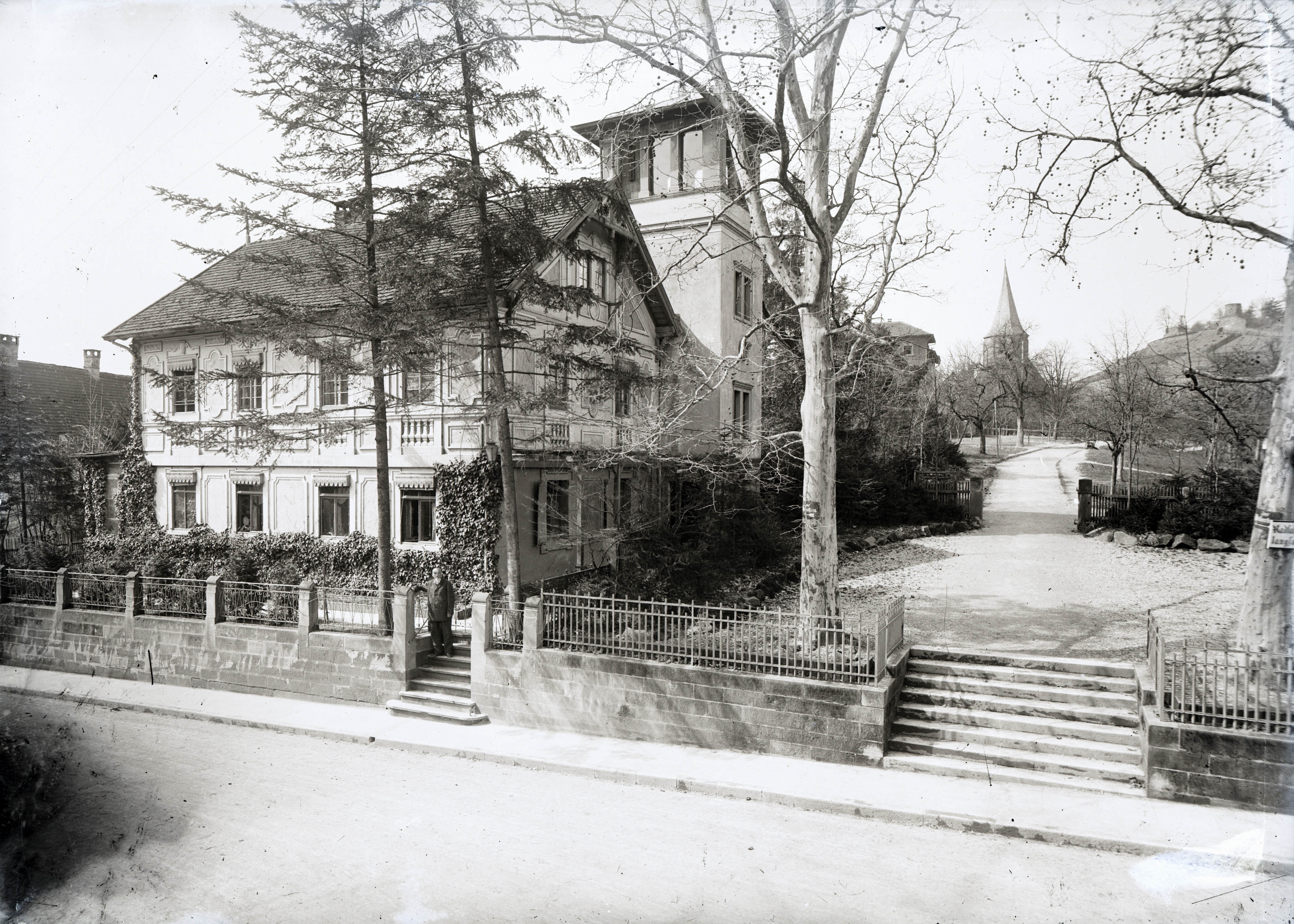
Das Kernerhaus um 1900. Auf den Stufen vor dem Haus steht Theobald Kerner.

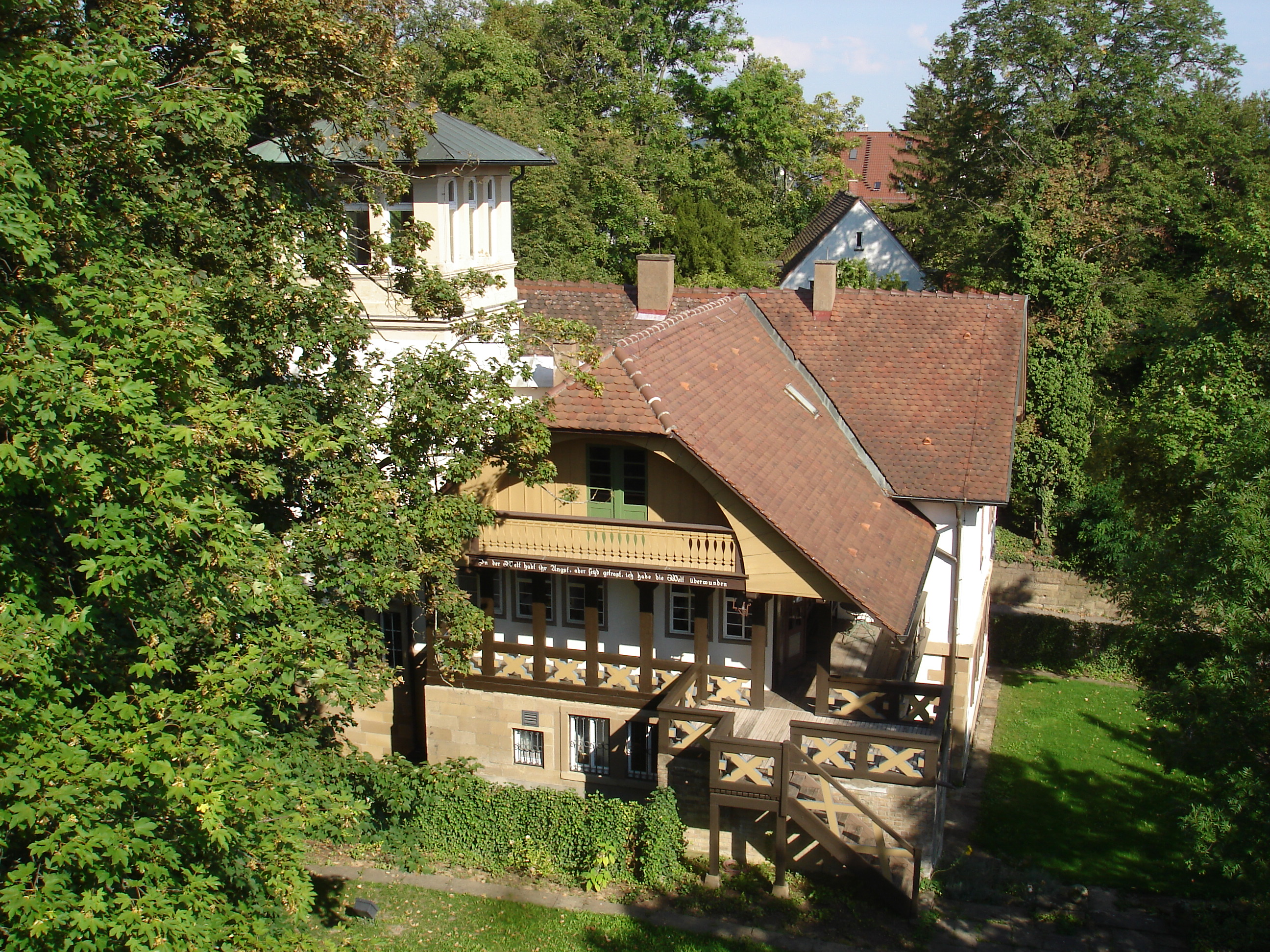
Das Kernerhaus mit dem hölzernen Schweizerhaus vom Geisterturm aus gesehen

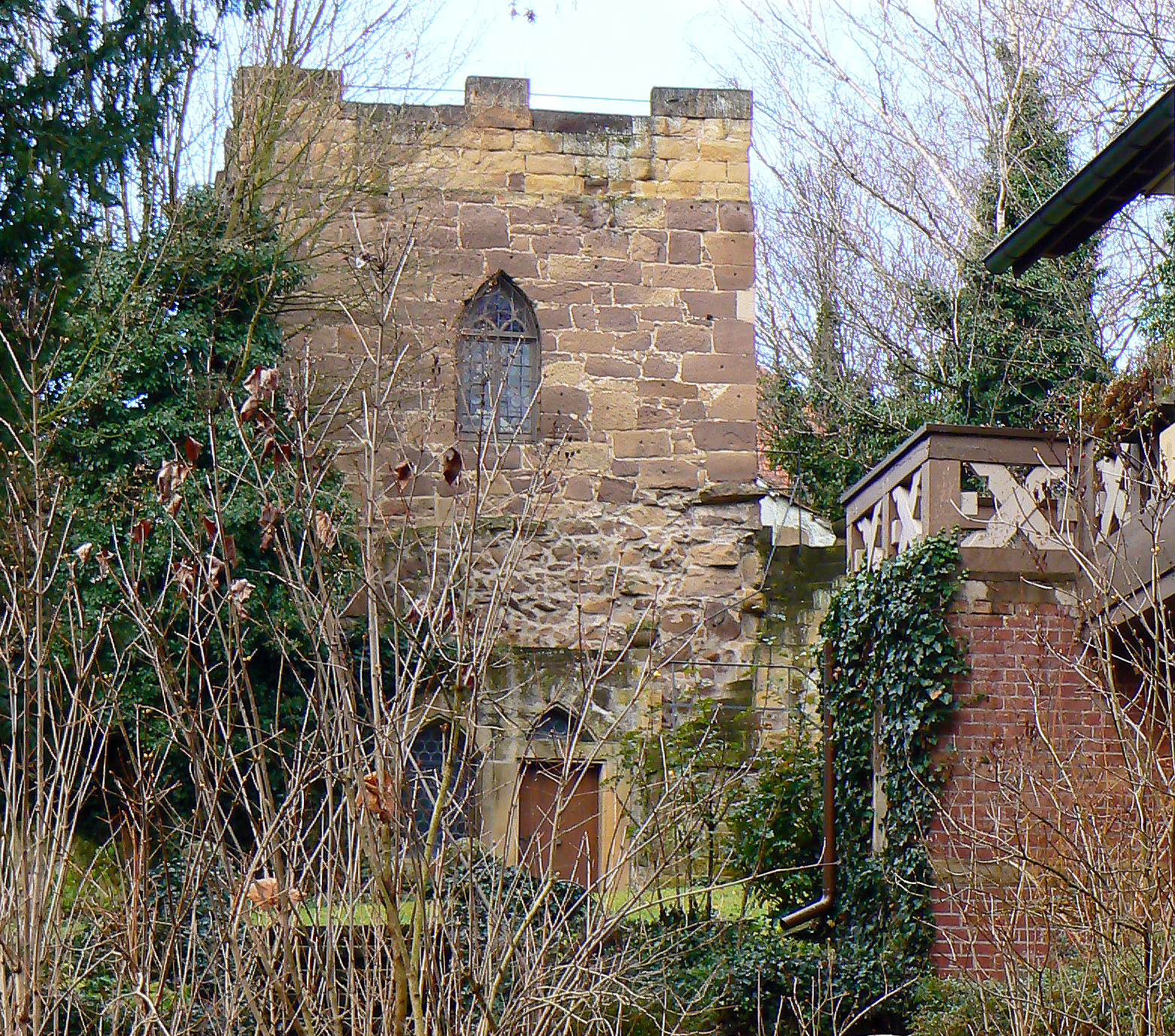
Der an den Garten angrenzende Geisterturm

1822 wandte sich der damalige Oberamtsarzt Kerner an die Stadt Weinsberg und bat um die unentgeltliche Überlassung eines Baugrundstücks, auf dem er sich ein Haus erbauen lassen wollte, um seine bisherigen unangenehmen Wohnverhältnisse aufzubessern. Die Stadt stimmte dem Anliegen zu und überließ Kerner ein Grundstück mit einer Fläche von etwa einem Viertel Morgen im Grasigen Hag, einer durch Verfüllung der Stadtgräben entstandenen Grünfläche außerhalb der Stadtmauer, zu Füßen des Weinsberger Burgberges. Dort ließ sich Kerner von seinem Freund, dem Werkmeister und Architekten Johann Georg Hildt, ein Haus erbauen.
Das einstöckige Haus ruhte auf einem Gewölbekeller. Im Erdgeschoss befanden sich ein Gästezimmer, eine Remise und ein Stall. Vor dem Eingang zum Stall war wohl auch der Abtritt gelegen. Im Obergeschoss war Kerners eigentliche Wohnung, die Wohnzimmer, Schlafzimmer, Studierzimmer, Küche und Vorraum umfasste. Im Dachgeschoss gab es zwei Kammern, von denen eine als Wohnung für die Magd diente.
1827 wurde das Gebäude nach einem Entwurf des Malers Wagner aus Heilbronn um ein Schweizerhaus, d. h. einen hölzernen Anbau auf Holzpfosten mit umlaufender Altane, erweitert. Das Altanenzimmer wurde als Esszimmer genutzt, im Stock darüber lag im Anbau das sogenannte Sargzimmer, das seinen Namen nach der gewölbten Holzdecke erhalten hatte und als Gästezimmer genutzt wurde. Weitere Umbauten zu Lebzeiten Kerners betrafen u. a. die Kaminsituation. Anfangs gab es im Haus nur zwei beheizbare Zimmer, durch den Einbau von zwei weiteren Kaminen wurden die Heizmöglichkeiten sukzessive ausgeweitet.
1824 erwarb Kerner den innerhalb der Stadtmauer an sein Grundstück angrenzenden früheren Gefängnisturm (Diebsturm) der Stadt, machte ihn durch einen Mauerdurchbruch von seinem Garten aus zugänglich und richtete dort eine Waschküche sowie ein Turmzimmer ein. Der Turm ist von zahlreichen Legenden umrankt und wird daher auch als Geisterturm bezeichnet. 1828 erwarb Kerner ein großes, aus zwei Parzellen bestehendes Gartengrundstück unweit seines Hauses, auf dem sich ein altes Totenhaus befand, das er zum Gästehaus umgestaltete und das heute als Alexanderhäuschen bekannt ist. 1830 erwarb er noch ein kleines an sein Wohnhaus angrenzendes Grundstück, und vergrößerte damit den zum Haus gehörenden Garten. 1847 setzte sich Kerner für den Erhalt der das Grundstück teilweise begrenzenden Stadtmauer ein.
Durch die Anziehungskraft seiner vielseitigen Persönlichkeit sowie die Gastfreundschaft seiner Frau Friederike, genannt Rickele, wurde das Haus zum zentralen Treffpunkt der schwäbischen Romantiker und zu einer Begegnungsstätte bedeutender Persönlichkeiten aus aller Welt. Der Theologe David Friedrich Strauß, ein Freund Justinus Kerners und mehrfacher Gast des Kernerhauses, nannte es „das merkwürdigste und eigenwilligste Haus in ganz Schwaben“ und meinte: „Der Reisende glaubte nicht, in Schwaben gewesen zu sein, wenn er nicht das Kernersche Haus besuchte.“
Nach Kerners Tod wurde das Haus von dessen Sohn, dem Arzt und Schriftsteller Theobald Kerner, übernommen, der die Praxis seines Vaters fortführte. Als ein Bürgerkomitee 1864 Justinus Kerner ein Denkmal setzen wollte, überließ man Theobald Kerner die Wahl des Standorts. Er erwarb 1864/65 ein an das Kernerhaus angrenzendes Grundstück. In diesem Denkmalgarten stand bis etwa 1950 das von Eduard Herdtle gestaltete Kernerdenkmal, später hat man dort die katholische Kirche errichtet und das Denkmal direkt ans Kernerhaus versetzt.
Um 1880 ließ Theobald Kerner das Gebäude umbauen. Der markante Turm wurde im Zuge dieses Umbaus errichtet und enthält das Treppenhaus. Durch den Verzicht auf die bisherigen Treppen im Haus, den Umbau von Remise und Ställen sowie die Untermauerung des Schweizerhauses und den Anbau einer Speisekammer wurde insbesondere im Erdgeschoss viel zusätzliche Wohnfläche gewonnen. Das Obergeschoss gewann das Blaue Zimmer und das Rote Zimmer anstatt des bisherigen Treppenhauses und des Vorraums hinzu.
Mit seinem Erinnerungsbuch Das Kernerhaus und seine Gäste (1894) hat Theobald Kerner dem Kernerhaus ein literarisches Denkmal gesetzt. Das Buch ist eine der wichtigsten Quellen zu diesem literaturgeschichtlich bedeutsamen Ort.

## Das Museum

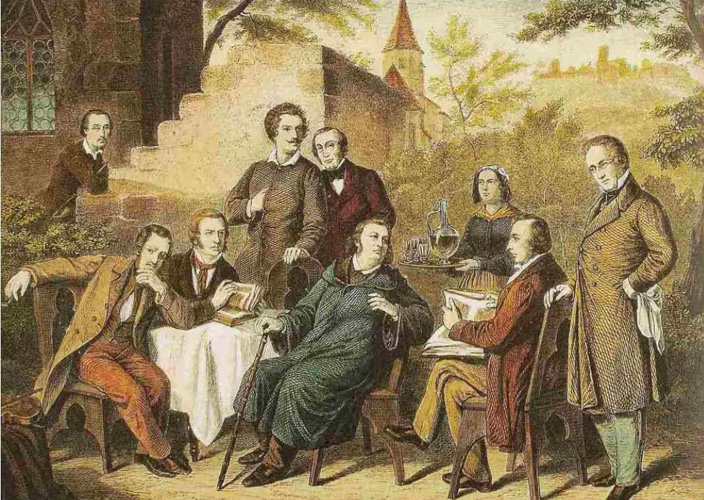
Justinus Kerner und sein Freundeskreis

Das unter Denkmalschutz stehende Gebäude mit Garten und Geisterturm ist seit 1907 im Besitz des Justinus-Kerner-Vereins und wird von diesem museal betreut. Aus Anlass von Kerners 200. Geburtstag 1986 wurden Haus und Ausstellung neu gestaltet. Die Auswahl und Präsentation der Exponate lassen den Besucher den Dichter, Arzt, Kunstsammler, Denkmalpfleger, den Retter der Burgruine Weibertreu und Gründer des Weinsberger Frauenvereins nacherleben. Anhand von persönlichen Gegenständen, Bildern, Handschriften und Büchern sind Kerners Lebensstationen dokumentiert: die Geburtsstadt Ludwigsburg, das Seminar in Maulbronn, das Studium in Tübingen, die ärztliche Tätigkeit in Dürrmenz, Wildbad, Welzheim, Gaildorf bis Weinsberg, wo Kerner schließlich über vierzig Jahre lang lebte und wirkte. Die vorhandenen Therapiegeräte, wie Nervenstimmer, ein Baquet, mit dem Kerner seine berühmte Patientin Friederike Hauffe, die sogenannte Seherin von Prevorst, behandelte, sein Arztbesteck oder ein medizinischer Zuber aus dem Nachlass von Franz Anton Mesmer geben Einblicke in die ärztliche Praxis der Kernerzeit. Kerners wertvolle Kunstsammlung und die Wohnräume der Familie geben ein ziemlich genaues Bild seines häuslichen Milieus und vermitteln einen Hauch Kernerscher Atmosphäre und ein Stück Wohnkultur der ersten Hälfte des 19. Jahrhunderts. Zu den schönsten Räumen gehören Kerners Studierzimmer mit dem selbstgefertigten Schreibtisch, das Wohn- und Esszimmer sowie das sogenannte Sargzimmer im Dachgeschoss. Der Geisterturm im Garten des Kernerhauses diente dem Dichter Nikolaus Lenau zeitweise als Unterkunft.

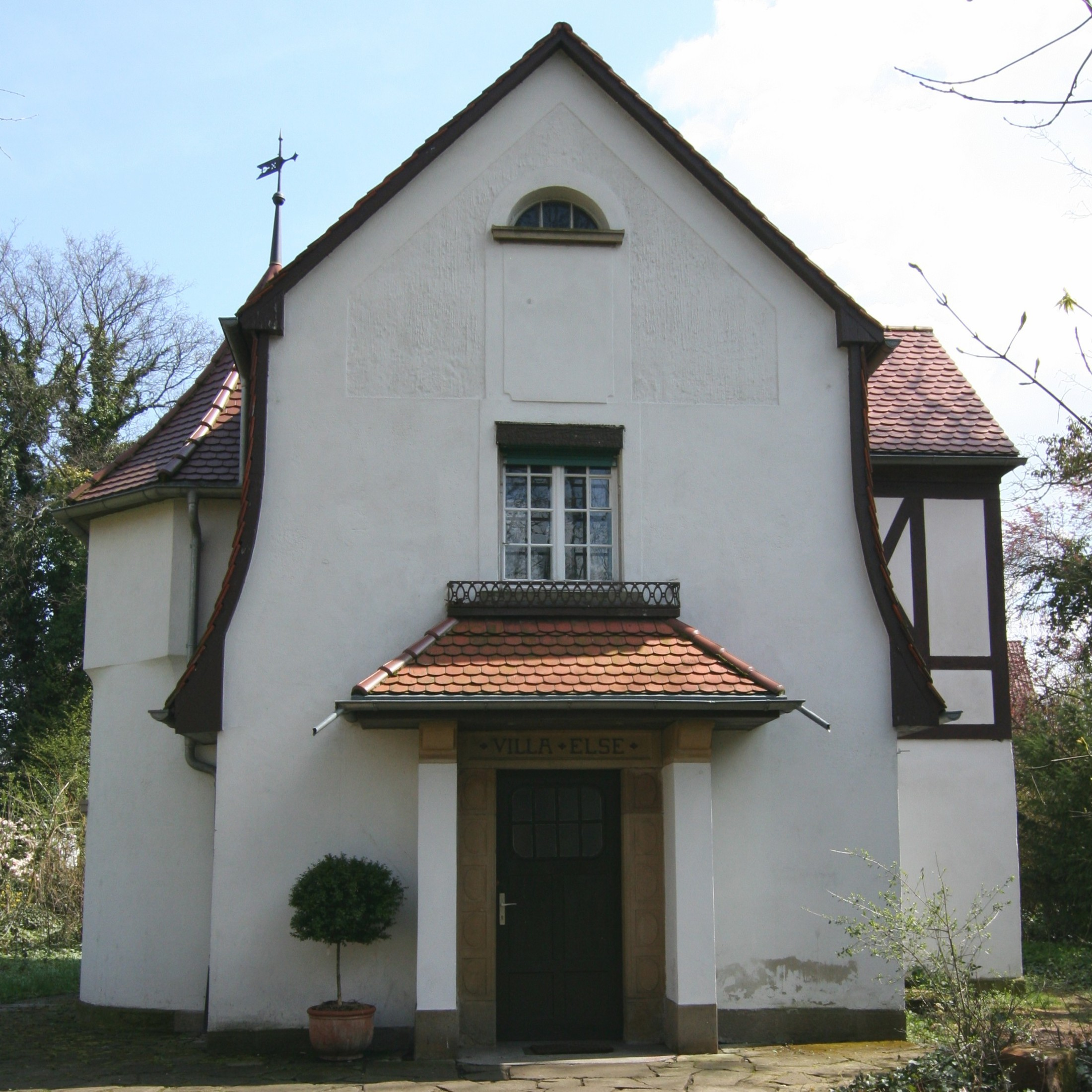
Das Alexanderhäuschen war Kerners Gästehaus

## Gäste im Kernerhaus
- David Friedrich Strauß, Theologe, Philosoph und Schriftsteller
- Graf Alexander von Württemberg, Offizier und Dichter
- Gustav Schwab, Pfarrer und Schriftsteller
- Karl Mayer, Jurist und Dichter
- Karl August Varnhagen von Ense, Diplomat und Schriftsteller
- Ludwig Uhland, Dichter, Dramatiker und Literaturwissenschaftler
- Nikolaus Lenau, Dichter und Schriftsteller

## Weitere Literaturstätten in Weinsberg
Mit dem Zusammenschluss der beiden Vereine Justinus-Kerner-Verein und Frauenverein im Jahr 1920 kamen die Burgruine Weibertreu mit ihrem Steinernen Album, das Kerner-Denkmal und in jüngster Zeit auch Kerners Gästeherberge, das Alexanderhäuschen, hinzu. So entstand ein museales Gesamtensemble, das ein Stück schwäbischer Literatur- und Geistesgeschichte der Romantik repräsentiert. Auf dem Weinsberger Friedhof befindet sich außerdem das Grab von Justinus Kerner und seiner Familie. Der Rappenhof bei Weinsberg war zeitweiliger Wohnsitz der Schriftstellerin Juliane von Krüdener. Im Gutsgasthof gibt es ein Gedenkzimmer.